# Stanisław Siewierski (zm. 1558)
Stanisław Siewierski herbu Ogończyk (zm. przed 8 grudnia 1558) – kasztelan konarski kujawski, kasztelan kruszwicki.

## Życiorys
Pochodził ze szlacheckiego rodu Siewierskich herbu Ogończyk, był właścicielem między innymi: Boniewa, Zbijewa, Kaniewa, Siewierska, Otmianowa i Jarantowic. Żoną Stanisława Siewierskiego była Dorota Leszczyńska herbu Wieniawa córka Jana Leszczyńskiego kasztelana brzeskokujawskiego i siostra Rafała Leszczyńskiego wojewody brzeskokujawskiego, kasztelana śremskiego i starosty radziejowskiego.
Stanisław Siewierski pełnił urząd senatorski, w latach 1537–1556 był kasztelanem konarskim kujawskim a od 1556 do 1557 kasztelanem kruszwickim. Zmarł w 1558 roku.